# Distretto di Xiang'an
Il distretto di Xiang'an (翔安区S, Xiáng'ān QūP) è un distretto della Cina, situato nella provincia del Fujian.